# Bahdî-Lîm
Bahdî-Lîm ou Bahdi-Lim fut le gouverneur du district central du royaume de Mari sous le règne de Zimrî-Lîm (1774-1761 av. J.-C.) qui se termina par la prise et le pillage de Mari par Hammurabi de Babylone.

## Biographie
Nous n'avons que très peu d'informations sur la vie de Bahdî-Lîm avant son arrivée au poste de gouverneur de Mari (šapitum). Il prend cette fonction la quatrième année du règne de Zimrî-Lîm après la mort d'Itûr-Addu. Avant, il semble avoir été un proche conseiller du roi. Selon J. Sasson, l'épouse de Bahdî-Lîm, Inib-šina serait une des filles de Zimrî-Lîm. En temps normal, les filles du roi étaient confiées à des vassaux pour des raisons stratégiques et politiques. Donner une fille à un haut dignitaire, dont la fidélité n'était normalement pas tributaire d'une alliance matrimoniale, serait un honneur considérable.
Avant d'évoquer la nature de ses fonctions et les spécificités de sa position, présentons rapidement la province dont il avait la charge.

## La province deMari
Le district de Mari, à la tête duquel se trouvait Bahdî-Lîm, avait une étendue assez comparable aux trois autres. La richesse et les rendements agricoles nous paraissent globalement assez faibles, avec de fortes inégalités régionales. La population du district approchait peut-être 15 000 ou 20 000 habitants. La ville de Mari, étalée au pied d’un petit tell dominant le fleuve ne devait pas excéder quelques milliers d’habitants à l’époque amorrite. Il existait à ce moment une opposition entre la rive droite (au sud) "aharâtum", plus large et la rive gauche (au nord) "aqdamâtum", plus étroite et proche de l’escarpement.
Les quelques villes de la province se situaient sur la rive droite. Mišlân (« Médian ») était située au débouché du Wadi es Souâb. C'était la première ville en amont de la capitale et un des principaux centres benjaminites du royaume. Elle possédait un terroir assez riche avec des rendements agricoles élevés. La région de Mišlân était souvent présentée comme le grenier à orge de la province. Toujours dans la partie nord de l’alvéole se trouvaient les localités de Habur et Zurmahhum (du nom d’une sorte d’arbre). En direction du sud, la seconde agglomération importante après Mišlân était la ville bensimalite d’Appân. Puis à proximité de Mari se trouvaient les bourgs de Šehrum et Humsân (« Le lieu de la stèle »). Enfin, en aval, venait la ville de Dêr (« La Citadelle »), localisée à proximité du site d’Abou Kémal, au débouché du wadi du même nom. Cette ville abritait la garnison militaire chargée de la défense de Mari. Elle avait en outre une importante fonction religieuse puisqu'elle abritait les fêtes annuelles de Dêrîtum, très importantes pour le pouvoir royal. La présence du wadi et du réseau de canaux permettait une forte densité de villages et de bourgs. Nous pouvons citer Šahaddum, Rabbân, Pallân (« La Guette ») ou Puzurrân (« La cachette »).
En rive gauche, nombre de bourgs nous sont documentés dans le district de Mari, à défauts de villes à part entière. Ce sont les localités de Tsuprum (« L’ongle »), bien connu comme lieu de rassemblement des troupeaux, Tizrâh, Hutnum (« Protection », un port), Tsubâtum (« Possession »), Šakkâ, Urah, Ara’îtum ou encore Nu’âbum.

## Les charges d'un gouverneur
Dans l'Antiquité, les fonctions administratives n'étaient pas réparties de façon précise entre les différents responsables. Chaque dignitaire pouvait intervenir sur de nombreux sujets à partir du moment où il avait accès à la personne du roi. En cas de conflit, il revenait à ce dernier d'arbitrer les conflits entre ses serviteurs.
En tant que gouverneur de la province centrale du royaume, Bahdî-Lîm intervenait dans de nombreux domaines. L'une de ses premières tâches était de superviser le bon déroulement des travaux agricoles.

### Les travaux agricoles
Les terres arables étaient partagées en trois grandes catégories : Les terres du roi confiées à des serviteurs et des dignitaires, les terres détenues par des particuliers et les domaines contrôlés par les temples. Le rôle du gouverneur était double. Il devait garantir la prospérité de l'ensemble, par l'entretien des canaux, des digues puis gérer les domaines qui dépendaient plus particulièrement de lui. Dans ces territoires où l'agriculture reposait sur le bon entretien du réseau d'irrigation, l'intervention d'un pouvoir central était indispensable. À ce titre, le gouverneur coordonnait les efforts pour lutter contre les inondations et les autres catastrophes naturelles comme les invasions de sauterelles.

### La gestion des ressources et l'entretien des bâtiments
Dans chaque province, le gouverneur devait également gérer les ressources dont le roi pouvait avoir besoin. Les ressources les plus courantes sont peu documentées dans la correspondance, du fait même de leur accessibilité (roseaux, argile, laine, huile...) Nous voyons apparaître plus régulièrement les problèmes d'approvisionnement en métaux et en bois, deux matières premières qui manquaient cruellement à la Mésopotamie. Le bois était utilisé pour les charpentes des grands bâtiments et pour la fabrication des armes (le javelot était l'arme de prédilection des bédouins). Les métaux précieux étaient utilisés pour faire des bijoux et comme monnaie d'échange. Le bronze était utilisé en premier lieu pour fabriquer des armes.
L'entretien des bâtiments publics relevait également du gouverneur, en tout cas son palais et les ouvrages d'art nécessaires à l'irrigation. Pour les bâtiments militaires ou le palais royal, ses prérogatives pouvaient recouper celles d'autres dignitaires du palais.

### Les problèmes de sécurité au niveau de la province et du royaume
À la tête du district central, Bahdî-Lîm était probablement moins exposé que les autres gouverneurs  du moins pour les menaces les plus courantes. Chaque gouverneur avait à sa disposition des "forces de gendarmerie" (bazahâtum) dont la fonction première était de maintenir l'ordre. Ils agissaient apparemment en petits bataillons pour lutter contre les razzias ennemies, intercepter des fuyards ou lutter contre les bandits.
Le gouverneur intervenait également pour le recensement et la levée des troupes en cas de menace plus grave.
Enfin, le gouverneur, pour assurer la protection du royaume supervisait des missions d'espionnage et de contre-espionnage. L'espionnage est contemporain de la guerre. L'information revêt toujours un aspect vital. Il devait surveiller les marchands qui pouvaient œuvrer en secret pour le compte d'une puissance étrangère et obtenir des informations sur les ennemis du roi.

### Les spécificités des fonctions du gouverneur de Mari
Fondamentalement, il n'existe pas de différence majeure entre le gouverneur de Mari et ses collègues de Terqa, Saggarâtum et Qattunân. La proximité du palais royal et du roi modifie cependant quelque peu les tâches assumées quotidiennement par le gouverneur.

#### L'allègement de tâches assumées par le palais royal
Le palais royal abritait plusieurs dignitaires de haut rang, égal ou supérieur à celui du gouverneur.
- On peut citer le "vizir" (šukkalum) Sammêtar, puis Habdû-Malik (à partir de ZL 7)
- Le secrétaire particulier du roi : Šû-nuhra-halû
- Ou encore le responsable administratif du palais (šandabakkum) : Yasîm-Sûmû (mort en ZL 11) puis Sidqi-Epuh. (Tsidqi-Epuh)

Le responsable administratif du palais intervenait, entre autres, sur la gestion des terres royales, l'ensemencement des terres et les moissons comme l'atteste la correspondance. D'autres peuvent intervenir dans la gestion des ressources pour les ateliers du palais ou encore sur des problèmes de sécurité. Les gouverneurs des autres provinces éloignées du palais devaient probablement gérer davantage de problèmes sans l'intervention des dignitaires de la cour.
À l'inverse, la présence du palais royal ajoutait certaines tâches au gouverneur de Mari.
La prise des augures, qui revêtait une importance vitale au Moyen-Orient antique, dépendait également principalement du palais royal. Un devin était toujours présent aux côtés du roi et surveillait le moindre signe omineux dont pouvait dépendre la vie du royaume ou de son souverain. Dans les provinces périphériques, à Saggarâtum ou Qattunân la prise des augures et l'envoi des résultats au roi dépendait davantage du gouverneur.

#### Les tâches alourdies par la présence du palais royal
Bahdî-Lîm reçoit à plusieurs reprises des ambassadeurs ou des messagers venus rencontrer le roi quand celui-ci est en déplacement. Lors des évènements militaires, toujours en absence du roi, il doit s'occuper d'affaires politiques et militaires qui concernent le royaume dans son ensemble et plus seulement son district.

#### Une fonction de conseil renforcée
J. Sasson évoquait la possibilité que Bahdî-Lîm soit le gendre du roi. Cette hypothèse n'est absolument pas choquante en regard d'autres indices sur sa proximité avec Zimrî-Lîm. Dans une longue lettre, rédigée la sixième année du règne de Zimrî-Lîm, lors de la guerre avec Ešnunna, Bahdî-Lîm se laisse aller à tutoyer le souverain :
« Lorsque les dieux t’auront répondu oui (...) des présages que tu obtiendras. (...) »
Comme le souligne Jean-Marie Durand, cette alternance étonne chez quelqu’un comme Bahdî-Lîm, qui recourait aux services des scribes de l’administration. Il est peu probable que ce soit là une simple faute d’inattention du scribe ou de déconcentration de Bahdî-Lîm. Cela pourrait trahir quelques familiarités, ou relâchement du langage dans la manière de s’adresser au roi en certaines occasions. Il existe peu d'exemples de tutoiement dans la correspondance. Un autre exemple est celui de Bannum, le merhum du début de règne semblait toutefois jouir d’une grande liberté de ton bien avec le souverain.

### Généralités
- J.-C. Margueron, Mari : métropole de l'Euphrate au IIIe et au début du IIe millénaire av. J.-C., ERC, 2004

### Séries de publications et revues
- Archives Royales de Mari, Transcription et Traduction (ARMT) : publication des textes provenant de Mari,
- Mari, Annales des Recherches Interdisciplinaires (MARI) : revue consacrée en priorité à Mari

### Édition de textes
- J-M.Durand, Les Documents épistolaires du palais de Mari, 3 vol., Le Cerf, LAPO, Paris, 1997, 1998, 2000

### travaux de recherche
- Hugo NICOLAS, Les fonctions du gouverneur de Mari, Bahdî-Lîm, Mémoire de Maîtrise rédigé sous la direction de Pierre Villard, Université Blaise Pascal, Clermont II, Soutenue en 2001, Bibliothèque de la maison de la recherche de Clermont-Ferrand.